# Список пам'яток архітектури національного значення у місті Київ
|  | Службовий список статей, створений для координації робіт з розвитку теми. Це попередження не встановлюється на інформаційні списки і глосарії. |

## Пирогів
| Тупчак із с.Архипівка Семенівського р-ну Чернігівської обл. (дер.)            | XIX ст.             | с. Пирогів |
| Хата з с.Гажин Наровлянського р-ну Гомельської обл. (дер.)                    | XVIII ст.           | с. Пирогів |
| Хата з с.Біловіж Рокитнівського р-ну Рівненської обл. (дер.)                  | 1697 р.             | с. Пирогів |
| Хата з с.Бехи Коростенського р-ну Житомирської обл. (дер.)                    | XIX ст.             | с. Пирогів |
| Хата з с.Блажове Рокитнівського р-ну Рівненської обл. (дер.)                  | XIX ст.             | с. Пирогів |
| Хата з с.Мамекине Новгород-Сіверського р-ну Чернігівської обл.(дер.)          | к. XIX ст.          | с. Пирогів |
| Хата з с.Мульчинці Володимирецького р-ну Рівненської обл. (дер.)              | п.XX ст.            | с. Пирогів |
| Хата з с.Полиці Камінь-Каширського р-ну Волинської обл. (дер.)                | XIX ст.             | с. Пирогів |
| Хата з с.Самари Ратнівського р-ну Волинської обл. (дер.)                      | 1587 р.             | с. Пирогів |
| Хата з с.Серники Рівненського р-ну Рівненської обл. (дер.)                    | XIX ст.             | с. Пирогів |
| Овин із с.Араповичі Новгород-Сіверського р-ну Чернігівської обл. (дер.)       | к. XIX ст.          | с. Пирогів |
| Церква з с.Кисоричі Рокитнівського р-ну Рівненської обл.(дер.)                | XVIII ст.           | с. Пирогів |
| Каплиця з с.Клесів Сарненського р-ну Рівненської обл.(дер.)                   | XVII - XVIII ст.    | с. Пирогів |
| Шпихлір з с.Полиці Камінь-Каширського р-ну Волинської обл.(дер.)              | XIX ст.             | с. Пирогів |
| Вітряк із с.Веселе Сумської обл.(дер.)                                        | XIX ст.             | с. Пирогів |
| Вітряк із с.Вільшани Дворічанського р-ну Харківської обл (дер.)               | 1905 р.             | с. Пирогів |
| Вітряк із с.Кудряве Охтирського р-ну Сумської обл. (дер.)                     | к.XIX ст.           | с. Пирогів |
| Вітряк із с.Нехвороща Новосанжарського р-ну Полтавської обл. (дер.)           | к.XIX ст.           | с. Пирогів |
| Вітряк із с.Лютенські Будища Зіньківського р-ну Полтавської обл. (дер.)       | к.XIX ст.           | с. Пирогів |
| Вітряк із с.Нурове Балаклійського р-ну Харківської обл (дер.)                 | к.XIX ст.           | с. Пирогів |
| Вітряк із с.Скаргівка Кремінського р-ну Луганської обл.(дер.)                 | к.XIX ст.           | с. Пирогів |
| Гамазей із с.Лубянки Білокуракинського р-ну Луганської обл.(дер.)             | XIX ст.             | с. Пирогів |
| Клуня з с.Лубянки Білокуракинського р-ну Луганської обл.(дер.)                | XIX ст.             | с. Пирогів |
| Комора з с.Деревки Котелевського р-ну Полтавської обл. (дер.)                 | к.XIX ст.           | с. Пирогів |
| Комора з с.Нещеретове Білокуракінського р-ну Луганської обл.(дер.)            | сер.XIX ст.         | с. Пирогів |
| Хата з с.Бобровник Зіньківського р-ну Полтавської обл. (дер.)                 | XIX ст.             | с. Пирогів |
| Хата з с.Лелюхівка Новосанжарського р-ну Полтавської обл. (дер.)              | к.XIX ст.           | с. Пирогів |
| Хата з с.Новоохтирка Новоайдарського р-ну Луганської обл.(дер.)               | п.XX ст.            | с. Пирогів |
| Хата з с.Попівка Зіньківського р-ну Полтавської обл. (дер.)                   | к.XIX ст.           | с. Пирогів |
| Хата з с.Червонопопівка Кремінського р-ну Луганської обл.(дер.)               | п.XX ст.            | с. Пирогів |
| Хата з смт. Шишаки Шишацького р-ну Полтавської обл. (дер.)                    | к.XIX ст.           | с. Пирогів |
| Вітряк із с.Бобровиця Чигиринського р-ну Зона Середня Наддніпрянщина          | к.XIX ст.           | с. Пирогів |
| Вятряк із с.Кононів Луденського р-ну Черкаської обл. (дер.)                   | к.XIX ст.           | с. Пирогів |
| Вітряк з с.Сасинівка Пирятинського р-ну Полтавської обл (дер.)                | к.XIX ст.           | с. Пирогів |
| Комораз с.Яснозіря Черкаського р-ну Полтавської обл. (дер.)                   | к.XIX ст.           | с. Пирогів |
| Комора з с.Моринці Звенигородського р-ну Черкаської обл, (дер.)               | д.п.XIX ст.         | с. Пирогів |
| Хата з с.Сухини Корсунь-Шевченківського р-ну Черкаської обл. (дер.)           | 1887 р.             | с. Пирогів |
| Хата з с..Бзів Баришівського р-ну Київської обл. (дер.)                       | к.XIX ст.           | с. Пирогів |
| Хата з с.Мала Каратуль Переяслав-Хмельницького р-ну.                          | к.XIX ст.           | с. Пирогів |
| Хата з с.Хрещатик Черкаського р-ну Черкаської обл. (дер.)                     | к.XVIII ст.         | с. Пирогів |
| Хата з с.Рижавка Уманського р-ну Черкаської обл. (дер.)                       | сер.XVIII ст.       | с. Пирогів |
| Хата з с.Солониця Лубенського р-ну                                            | сер.XIX ст.         | с. Пирогів |
| Хата з с.Таборів Сквирського р-ну Київської обл. (дер.)                       | 1833 р.             | с. Пирогів |
| Хата з с.Шевченкове Звенигородського р-ну Черкаської обл. (дер.)              | сер.XIX ст.         | с. Пирогів |
| Хата з с.Яснозіря Черкаського р-ну Черкаської обл. (дер.)                     | к.XIX ст.           | с. Пирогів |
| Хата з с.Яснозіря Черкаського р-ну Черкаської обл. (дер.)                     | к.XIX ст.           | с. Пирогів |
| Михайлівська церква з с.Дорогинка Фастівського р-ну                           | п.17 ст.            | с. Пирогів |
| Церква з с.Зарубинці Звенигородського р-ну                                    | п.XVIII ст.         | с. Пирогів |
| Хата з с.Благодатне Амвросіївськогор-ну Донецької обл.(дер.)                  | к.XIX ст.           | с. Пирогів |
| Коптильня з с.Олександрівка Білозерського р-ну Херсонської обл.(дер.)         | п.XIX ст.           | с. Пирогів |
| Хата з с.Пужайкове Балтського р-ну Одеської обл.(дер.)                        | к.XIX ст.           | с. Пирогів |
| Колодязь з смт.Велика Лепетиха Великолепетиського р-ну Херсонської обл.(дер.) | п.XIX ст.           | с. Пирогів |
| Садиба з с.Михайлівка Новоодеського р-ну Миколаїської обл (дер.)              | к.XIX ст.           | с. Пирогів |
| Вітряк із с.Олександрівка Білозерського р-ну Херсонської обл.(дер.)           | к.XIX ст.           | с. Пирогів |
| Музей народної архітектури та побуту України: Зона „Карпати”                  | 16 - XX ст.         | с. Пирогів |
| Вітряк із с. Лівинці Укльменецького р-ну п.Чернівецької обл. (дер.)           | XX ст.              | с. Пирогів |
| Водяний млин із с.Пилипець Межигірського р-ну Закарпатської обл. (дер.)       | п. XX ст.           | с. Пирогів |
| Водяний млин із с.Сгижі Косівського р-ну Івано-Франківської обл. (дер.)       | п. XX ст.           | с. Пирогів |
| Гражда з с.Яворів Косівського р-ну Івано-Франківської обл. (дер.)             | п. XX ст.           | с. Пирогів |
| Зимівник із м.Рахова Закарпатської обл. (дер.)                                | 1840 р.             | с. Пирогів |
| Колиба з с.Бережниця Верховинського р-ну Івано-Франківської обл. (дер.)       | п. XX ст.           | с. Пирогів |
| Комора з с.Космач Косівського р-ну Івано-Франківської обл. (дер.)             | п. XX ст.           | с. Пирогів |
| Комора з с.Стеблів Хустського р-ну Закарпатської обл.(дер.)                   | XIX ст. — п. XX ст. | с. Пирогів |
| Стайня з с.Пилипець Межигірського р-ну Закарпатської обл. (дер.)              | к.п. XX ст.         | с. Пирогів |
| Стайня з Верховинського р-ну Івано-Франківської обл (дер.)                    | п. XIX ст.          | с. Пирогів |
| Хата з с.Бережниця Верховинського р-ну Івано-Франківської обл. (дер.)         | XVIII -XIX ст.      | с. Пирогів |
| Хата з с.Великий Кучерів Чернівецької обл. (дер.)                             | XIX ст.             | с. Пирогів |
| Хата з с.Гусний Великоберезнянського р-ну Закарпатської обл. (дер.)           | п. XX ст.           | с. Пирогів |
| Хата з с.Дністрик Старосамбірського р-ну Львівської обл. (дер.)               | п. XX ст.           | с. Пирогів |
| Хата з с.Корине Вижиницького р-ну Чернівецької обл. (дер.)                    | XIX ст.             | с. Пирогів |
| Хата з с.Липовець Рожнятинського р-ну Івано-Франківської обл (дер.)           | к. XIX ст.          | с. Пирогів |
| Хата з с.Либохора Сколівського р-ну Чернівецької обл. (дер.)                  | 1822 р.             | с. Пирогів |
| Хата з с.Медведівці Мукачівського р-ну Закарпатської обл. (дер.)              | к. XIX ст.          | с. Пирогів |
| Хата з с.Рекіти Межигірського р-ну Закарпатської обл. (дер.)                  | 1841 р.             | с. Пирогів |
| Хата з с.Розтоки Межигірського р-ну Закарпатської обл. (дер.)                 | п. XX ст.           | с. Пирогів |
| Хата з с.Стричнава Великоберезнянського р-ну Закарпатської обл. (дер.)        | п. XX ст.           | с. Пирогів |
| Хата з с.Сімерки Перечинського р-ну Закарпатської обл. (дер.)                 | п. XX ст.           | с. Пирогів |
| Хата з с.Синевирська Поляна Закарпатської обл.                                | 1807 р.             | с. Пирогів |
| Хата з с.Стеблівка Хустського р-ну Закарпатської обл. (дер.)                  | п. XX ст.           | с. Пирогів |
| Хата з с.Теребля Тячівського р-ну Закарпатської обл. (дер.)                   | XVIII ст.           | с. Пирогів |
| Хата з с.Тухолька Сколівського р-ну Львівської обл. (дер.)                    | 1909 р.             | с. Пирогів |
| Хата з с.Шепіт Косівського р-ну Івано-Франківської обл (дер.)                 | 1843 р.             | с. Пирогів |
| Хлів із с.Теребля Тячівського р-ну Закарпатської обл. (дер.)                  | XVIII ст.           | с. Пирогів |
| Церква з Вороблячин Яворівського р-ну Львівської обл. (дер.)                  | XVII ст.            | с. Пирогів |
| Покровська церква з с.Плоске Свалявського р-ну Закарпатської обл. (дер.)      | 1792 р.             | с. Пирогів |
| Чур із с.Новобарове Хустського р-ну Закарпатської обл. (дер.)                 | XIX ст.             | с. Пирогів |
| Водяний млин із с.Ломачинці Сокирянського р-ну Чернівецької обл. (дер.)       | п.XIX ст.           | с. Пирогів |
| Дзвіниця з с.Кут-Товсте Гусятинського р-ну Тернопільської обл. (дер.)         | п. XIX ст.          | с. Пирогів |
| Хата з с.Гарячинці Новоушицького р-ну Хмельницької обл. (дер.)                | XIX ст.             | с. Пирогів |
| Хата з с.Кадиївці Кам'янець-Подільського р-ну Хмельницької обл.(дер.)         | п. XX ст.           | с. Пирогів |
| Хата з с.Крищинці Тульчинського р-ну Вінницької обл. (дер.)                   | к. XIX ст.          | с. Пирогів |
| Хата з с.Луги Чечельницького р-ну Вінницької обл. (дер.)                      | к. XIX ст.          | с. Пирогів |
| Хата з с.Яришів Могилів-Подільського р-ну Вінницької обл. (дер.)              | к. XIX ст.          | с. Пирогів |
| Церква з с.Зелене Гусятинського р-ну.Тернопільської обл. (дер)                | п. XIX ст.          | с. Пирогів |
| Шопа з с.Кадиївці Кам'янець-Подільського р-ну Хмельницької обл. (дер.)        | к. XIX ст.          | с. Пирогів |
| Вітряк із с.Кримне Старовижівського р-ну Волинської обл. (дер.)               | п. XX ст.           | с. Пирогів |
| Вітряк із с.Мала Морочна Зарічненського р-ну Рівненської обл. (дер.)          | 1848 р.             | с. Пирогів |
| Вітряк із с.Смолин Чернігівського р-ну Чернігівської обл. (дер.)              | п. XX ст.           | с. Пирогів |
| Вітряк чз с.Ширяєве Путивльського р-ну Сумської обл. (дер.)                   | к.XIX ст.           | с. Пирогів |
| Вітряк із с.Юнаківка Сумського р-ну Сумської обл. (дер.)                      | к. XIX ст.          | с. Пирогів |
| Вітряк із хут. Лісового Ніжинського р-ну Чернігівської обл. (дер.)            | п. XX ст.           | с. Пирогів |
| Клуня з с.Ларинівка Новгород-Сіверського р-ну Чернігівської обл. (дер.)       | XIX ст.             | с. Пирогів |
| Кліть із с.Березове Рокитнівського р-ну Рівненської обл. (дер.)               | XIX ст.             | с. Пирогів |
| Дзвіниця з с.Кисоричі Рокитнівського р-ну Рівненської обл. (дер.)             | XVIII ст.           | с. Пирогів |
| Окружний двір із с.Солов"ї Ствровижівського р-ну Волинської обл. (дер.)       | XIX ст.             | с. Пирогів |
| Тік із с.Кишин Олевського р-ну Житомирської обл. (дер.)                       | XIX ст.             | с. Пирогів |

## Частина 1
| Будинок В.Городецького (мур.)       | 1903 р.         | вул. Банкова, 10           |
| Житловий будинок (мур.)             | 1830-ті рр.     | вул. Лютеранська, 16       |
| Будинок Ковалевського (мур.) (мур.) | 1911 - 1913 рр. | вул. Пилипа Орлика, 1 / 15 |
| Кловський палац (мур.)              | 1752 - 1756 рр. | вул. Пилипа Орлика, 8      |

## Частина 2
| Церква Миколи набережного (мур.)                            | 1772 р.                  | вул. Набережно-Микільська, 12  |
| Житловий будинок (зміш.)                                    | п.XIX ст.                | вул. Ігорівська, 13 / 5        |
| Бурса (мур.)                                                | 1778 - 1816 рр.          | вул. Набережно-Хрещатицька, 27 |
| Поштова станція (мур.)                                      | 1850 р.                  | Поштова пл. 2                  |
| Житловий будинок (будинок І.Мазепи) (мур.)                  | п.XVIII - п.XIX ст.      | вул. Спаська, 16 / б           |
| Церква Св.Димитрія Ростовського (Костянтина і Єлени) (мур.) | 1757 - 1865 рр.          | вул. Щекавицька, 1             |
| Будинок Національної філармонії (мур.)                      | 1911 р.                  | вул. Грушевського, 1           |
| Кирилівська церква (мур.)                                   | сер. 12 ст.              | вул. Кирилівська, 103          |
| Наріжна башта мурів Кирилівської церкви (мур.)              | 1760 р.                  | вул. Кирилівська, 103          |
| Колона Магдебурзького права (мур.)                          | 1802 - 1808 рр.          | Набережне шосе                 |
| Золота брама (мур.) ріг вул. Ярославів Вал                  | 1037 р.                  | вул. Володимирська,            |
| Університет Св. Володимира (мур.)                           | 1837 - 1843 рр.          | вул. Володимирська, 60         |
| Будинок першої чоловічої гімназії (мур.)                    | 1850 р.                  | бул. Шевченка, 14              |
| Володимирський собор (мур.)                                 | 1862 - 1886 рр.          | бул. Шевченка, 20              |
| Анатомічний театр (мур.)                                    | 1851 - 1853 рр.          | вул. Б.Хмельницького, 37       |
| Троїцька церква Китаївськох пустині (мур.)                  | 1767 р.                  | вул. Китаївська, 15            |
| Будинок Національної Філармонії (мур.)                      | 1882 - 1882 рр.          | Володимирський узвіз, 2        |
| Національний палац мистецтв «Україна» (мур.)                | 1965 - 1970 рр.          | вул. Васильківська, 103        |
| Комплекс вулиці Хрещатик                                    | XIX - XX ст.             | вул. Хрещатик від Європейської |
| Залізничний вокзал (мур.)                                   | 1927 - 1932 рр.          | пл. Вокзальна                  |
| Введенська община (мур.)                                    | сер. XIX ст.             | вул. Московська, 42            |
| Троїцька церква Йонівського монастиря (мур.)                | 1871 - 1872 рр.          | вул. Тимірязєвська, 1          |
| Житловий будинок (аптека) (мур.)                            | п.XIX ст.                | вул. Притисько-Микільська, 7   |
| Зерносховище (мур.)                                         | 1760 - 1770 рр.          | вул. Братська, 2               |
| Гостиний двір (мур.)                                        | 1809 - 1829 рр.          | Контрактова пл., 4             |
| Старий контрактовий будинок (мур.)                          | 1800 р.                  | вул. Покровська, 4             |
| Житловий будинок (мур.)                                     | 1804 - 1878 рр.          | вул. Покровська, 8/12          |
| Житловий будинок (мур.)                                     | п.п.XIX ст.              | вул. Покровська, 11            |
| Житловий будинок (мур.)                                     | п. XIX ст.               | вул. Григорія Сковороди, 9     |
| Олександрівський костел (мур.)                              | 1817 - 1842 рр.          | вул. Костельна, 17             |
| Житловий будинок (мур.)                                     | п.п.XIX ст.              | вул. Хорева, 5                 |
| Житловий будинок (мур.)                                     | 1830-ті рр.              | вул. Спаська, 1 / 2            |
| Житловий будинок (мур.)                                     | 1830 р.                  | вул. Сагайдачного, 20          |
| Житловий будинок (будинок Балабухи) (мур.)                  | к.XVIII - XIX ст.        | вул. Сагайдачного, 27 а        |
| Житловий будинок (будинок Балабухи) (мур.)                  | 1830 - 1840 рр.          | вул. Сагайдачного, 27 б        |
| Державний музей Т.Г.Шевченка (мур.)                         | 1841 - 1860 рр.          | бул. Шевченка, 12              |
| Будинок дворянського училища (мур.)                         | 1820-ті рр.              | вул. Костянтинівська, 9 б      |
| Житловий будинок (мур.)                                     | 1902 р.                  | Андріївський узвіз, 15         |
| Будинок доктора Качковського (мур.)                         | 1907 р.                  | вул. О.Гончара, 33             |
| Житловий будинок (мур.)                                     | к.XIX ст.                | вул. Воровського, 27           |
| Обсерваторія Київського університету (мур.)                 | 1841 - 1845 рр.          | пров. Обсерваторний, 3         |
| Житловий будинок (дер.)                                     | 1820-ті рр.              | вул. Володимирська, 3          |
| Пансіон графині Левашової (мур.)                            | 1851 р.                  | вул. Володимирська, 54         |
| Будинок Всеукраїнської Академії наук (мур.)                 | 1914 - 1927 рр.          | вул. Володимирська, 55         |
| Педагогічний музей (мур.)                                   | 1911 - 1913 рр.          | вул. Володимирська, 57         |
| Будинок ректора Київського університету (мур.)              | сер.19XIX ст.            | вул. Володимирська, 64         |
| Жіноча Ольгинська гімназія (мур.)                           | сер.XIX ст.              | вул. Терещенківська, 4         |
| Російський банк для зовнішньої торгівлі (мур.)              | 1913 р.                  | вул. Хрещатик, 32              |
| Критий ринок (мур.)                                         | 1910 р.                  | Бессарабська пл., 2            |
| Будинок Національної спілки письменників України (мур.)     | 1898 р.                  | вул. Банкова, 2                |
| Житловий будинок (мур.)                                     | п.XX ст.                 | вул. Круглоуніверситетська, 12 |
| Житловий будинок (дер.)                                     | п.п.XIX ст.              | Крутий узвіз, 4                |
| Миколаївський костел (мур.)                                 | 1899 - 1909 рр.          | вул. Червоноармійська, 75      |
| Будинок причту Миколаївського костелу (мур.)                | 1899 - 1909 рр.          | вул. Червоноармійська, 75      |
| Будинок Музею старожитностей і мистецтв (мур.)              | 1897 - 1900 рр.          | вул. Грушевського, 6           |
| Інститут шляхтянок (мур.)                                   | 1839 - 1843 рр.          | вул. Інститутська, 5           |
| Будинок Державного банку (мур.)                             | 1902 - 1905 рр. 1934 р.  | вул. Інститутська, 9           |
| Дзвіниця (мур.)                                             | XVIII - XX ст.           | вул. Трьохсвятительська, 6     |
| Трапезна (мур.)                                             | 1713 р.                  | вул. Трьохсвятительська, 6     |
| Мур з Економічною брамою (мур.)                             | XVIII - XX ст.           | вул. Трьохсвятительська, 6     |
| Корпус келій (мур.)                                         | 1845 - 1858 рр.          | вул. Трьохсвятительська, 6     |
| Льохи (мур.)                                                | 1713 р.                  | вул. Трьохсвятительська, 6     |
| Братський монастир (мур.): вул. Г.Сковороди, 2, 2а          | 17 -XIX ст               | Контрактова пл., 3,            |
| Старий академічний корпус (мур.)                            | 1704 - 1740 рр.          | вул. Г.Сковороди, 2а           |
| Трапезна з церквою Святого Духа (мур.)                      | 17 -XIX ст.              | вул. Г.Сковороди, 2            |
| Сонячний годинник (мур.)                                    | к.18 ст.                 | вул. Г.Сковороди, 2            |
| Поварня з келіями (мур.)                                    | 1652 -11826 рр.          | вул. Г.Сковороди, 2            |
| Новий академічний корпус (мур.)                             | 1822 - 1846 рр.          | Контрактова пл., 3             |
| Братські келії (мур.)                                       | 1823 - 1879 рр.          | вул. Г.Сковороди, 2            |
| Корпус настоятеля (мур.)                                    | 1781 р. - сер. XIX ст.   | вул. Г.Сковороди, 2            |
| Проскурня (мур.)                                            | 1780 - 1862 рр.          | вул. Г.Сковороди, 2            |
| Фролівський монастир (мур.)                                 | 17 - XIX ст.             | вул. Притисько-Микільська, 5   |
| Вознесенський собор (мур.)                                  | 1722 - 1732 рр.          | вул. Притисько-Микільська, 5   |
| Дзвіниця Вознеснеського собору (мур.)                       | 1732 - 1821 рр.          | вул. Притисько-Микільська, 5   |
| Трапезна (мур.)                                             | 17 - XIX ст.             | вул. Притисько-Микільська, 5   |
| Воскресенська церква (мур.)                                 | 1824 р.                  | вул. Притисько-Микільська, 5   |
| Будинок ігумені (мур.)                                      | 1821 р.                  | вул. Притисько-Микільська, 5   |
| Келії (мур.)                                                | 1822 - 1832 рр.          | вул. Притисько-Микільська, 5   |
| Корпус келій №5(мур.)                                       | 1822 - 1832 рр.          | вул. Фролівська, 6/8           |
| Корпус келій №6(мур.)                                       | 1822 - 1832 рр.          | вул. Фролівська, 6/8           |
| Корпус келій №7                                             | 1840 - 1890 рр.          | вул. Притисько-Микільська, 5   |
| Корпус келій №8                                             | 1822 - 1832 рр.          | вул. Фролівська, 6/8           |
| Корпус келій №9                                             | 1822 - 1832 рр.          | вул. Фролівська, 6/8           |
| Корпус келій №10                                            | 1822 - 1832 рр.          | вул. Фролівська, 6/8           |
| Корпус келій №16                                            | п. XIX ст.               | вул. Фролівська, 6/8           |
| Комплекс споруд Іллінської церкви (мур.):                   | XVII - XVIII ст.         | вул. Почайнинська, 2           |
| Іллінська церква (мур.)                                     | 1692 р.                  | вул. Почайнинська, 2           |
| Двіниця Іллінської церкви                                   | п. XVIII ст.             | вул. Почайнинська, 2           |
| Брама і мури (мур.)                                         | 1755 р.                  | вул. Почайнинська, 2           |
| Мала бурса (мур.)                                           | XVIII ст.                | вул. Почайнинська, 2           |
| Будинок Верховної Ради України (мур.)                       | 1936 - 1939 рр.          | вул. Грушевського, 5           |
| Будинок Національного театру опери та балету України (мур.) | 1891 - 1901 рр.          | вул. Володимирська, 50         |
| Житловий будинок (зміш.)                                    | 1820 р.                  | вул. Московська, 40            |
| Будинок бібліотеки Київського університету (мур.)           | 1940 р.                  | вул. Володимирська, 58         |
| Маріїнський палац (мур.)                                    | 1752 - 1870 рр.          | вул. Грушевського, 5 а         |
| Будинок Національної бібліотеки (мур.)                      | 1911 - 1914 рр.          | вул. Володимирська, 62         |
| Комплекс Національного аграрного університету (мур.)        | 1925 - 1931 рр.          | вул. Героїв оборони, 15        |
| Лісоінженерний інститут (мур.)                              | 1925 - 1931 рр.          | вул. Героїв оборони, 15        |
| Агрохімічний інститут (мур.)                                | 1925 - 1931 рр           | вул. Героїв оборони, 15        |
| Інститут механізації та електрифікиції (мур.)               | 1925 - 1931 рр           | вул. Героїв оборони, 15        |
| Корпус №3 (мур.)                                            | 1925 - 1931 рр           | вул. Героїв оборони, 15        |
| Будинок професора і (мур.)                                  | 1925 - 1931 рр           | вул. Героїв оборони, 15        |
| Андріївська церква (мур.)                                   | 1747 - 1753 рр.          | Ардріївський узвіз, 23         |
| Церква Успіння Богородиці Пирогощої (мур.)                  | 12 - 20 ст.              | Контрактова пл.                |
| Церква Св.Миколи на Аскольдовій могилі (мур.)               | 1809 р.                  | Паркова дорога                 |
| Контрактовий будинок (мур.)                                 | 1815 - 1817 рр.          | вул. Межигірська, 1            |
| Будинок Петра І (мур.)                                      | п.XVIII ст.              | вул. Костянтинівська, 6/8      |
| Притисько-Микільська церква (мур.)                          | 1695 - 1707 рр.          | вул. Притисько-Микільська, 5 а |
| Будинок Уряду України (мур.)                                | 1936 - 1938 рр.          | вул. Грушевського, 12/2        |
| Житловий будинок (мур.)                                     | 1808 р.                  | вул.Покровська, 5              |
| Дзвіниця церкви Миколи Доброго (мур.)                       | 1716 р.                  | вул.Покровська, 6              |
| Покровська церква (мур.)                                    | 1766 - 1772 рр.          | вул.Покровська, 7              |
| Дзвіниця Покровської церкви (мур.)                          | д.п. XVIII ст. - 1831 р. | вул.Покровська, 7              |
| Арсенал (мур.)                                              | 1784 - 1801 рр.          | вул. Січневого повстання, 30   |

## Видубицький монастир
| Видубицький Монастир (мур.): | 11 - 19 ст.     | вул. Видубицька, 40 |
| Михайлівська церква (мур.)   | 1070 - 1088 рр. | вул. Видубицька, 40 |
| Георгіївський собор (мур.)   | 1696 - 1701 рр. | вул. Видубицька, 40 |
| Трапезна (мур.)              | 1696 - 1701 рр. | вул. Видубицька, 40 |
| Дзвіниця (мур.)              | 1727 - 1733 рр. | вул. Видубицька, 40 |
| Будинок настоятелі (мур.)    | 1770 р.         | вул. Видубицька, 40 |
| Братський корпус (мур.)      | 1846 р.         | вул. Видубицька, 40 |

## Києво-Печерська лавра
У 2007 році вулицю Січневого повстання перейменовано на честь Івана Мазепи.
У 2010 році рішенням міської ради частину вулиці від площі Слави до площі Героїв Великої Вітчизняної війни було перейменовано на вулицю Лаврську.
| Воскресенська церква (мур.)                                               | 1698 - 1884 рр.       | вул. Січневого повстання, 25    |
| Церква Феодосія Печерського (мур.)                                        | 1698 - 1700 рр.       | вул. Січневого повстання, 32    |
| Житловий будинок (будинок Вігеля-Іпсіланті) (мур.)                        | 1799 р. - д.п.XIX ст. | вул. Січневого повстання, 6     |
| Губернаторський будинок (мур.)                                            | 1780 р.               | вул. Січневого повстання, 6     |
| Церква Спаса на Берестові (мур.)                                          | 1113 - 1125 рр.       | вул. Січневого повстання, 15    |
| Оборонна стіна навколо Дальніх і Ближніх печер (мур.)                     | 1841 - 1848 рр.       | вул.Січневого повстання, 17     |
| Вхід у галерею. Дальніх печер (корпус №66 а) (мур.)                       | 1898 р.               | вул.Січневого повстання, 25     |
| Лікарня й церква гостиного двору (корпус №68) (мур.)                      | 1866 р.               | вул.Січневого повстання, 25     |
| Келії гостиного двору (корпус №69) (мур.)                                 | XIX ст.               | вул.Січневого повстання, 25     |
| Келії гостиного двору (корпус №71) (мур.)                                 | п.20 ст.              | вул.Січневого повстання, 25     |
| Західна брама (корпус №71 б) (мур.)                                       | 1852 р.               | вул.Січневого повстання, 25     |
| Мур і брама (мур.)                                                        | XIX ст.               | вул.Січневого повстання, 25     |
| Галерея від Ближніх печер до Дальніх (корпус №72) (мур.)                  | XIX ст.               | вул.Січневого повстання, 25     |
| Вхід у галерею (корпус №72 а) (мур.)                                      | XIX ст.               | вул.Січневого повстання, 25     |
| Вхід до Дальніх печер(корпус № 73)(мур.)                                  | 1915 р.               | вул.Січневого повстання,25      |
| Ротонда підпірної стіни Нижньої лаври(корпус №74) (мур.)                  | 1790 р.               | вул.Січневого повстання, 25     |
| Ротонда з входом підпірної стіни Нижньої лаври (корпус №74 а) (мур.)      | 1790 р.               | вул.Січневого повстання, 25     |
| Ківорії і колодязь Св.Антонія (корпус №75) (мур.)                         | 1914 р.               | вул.Січневого повстання, 25     |
| Підпірна стіна Нижньої лаври (з огорожею і сходами) (мур.)                | сер.18 ст.            | вул.Січневого повстання, 25     |
| Каплиця на могилі О.П.Безика (мур.)                                       | 1868 р.               | вул.Січневого повстання, 25     |
| Південна брама (корпус №79) (мур.)                                        | XVIII ст.             | вул.Січневого повстання, 21     |
| Мур з брамою біля Великої дзвіниці (корпус №81)(мур.)                     | XVIII ст.             | вул.Січневого повстання, 21     |
| Продовольчий льох садиби митрополита (мур.)                               | XVIII ст.             | вул.Січневого повстання, 21     |
| Північна брама (корпус №93) (мур.)                                        | XIX ст.               | вул.Січневого повстання, 21     |
| Господарчий флігель Верхньої лаври (корпус №94) (мур.)                    | XIX ст.               | вул.Січневого повстання, 21     |
| Східна брама (мур.)                                                       | XIX ст.               | вул.Січневого повстання, 21     |
| Водосвятний ківорій Верхньої лаври (мет)                                  | 1897 р.               | вул.Січневого повстання, 21     |
| Сонячний годинник                                                         | XVIII ст.             | вул.Січневого повстання, 21     |
| Ротонда біля Ближніх печер (корпус №97)(мур.)                             | п.XIX ст.             | вул.Січневого повстання, 21     |
| Котельня (корпус №100) (мур.)                                             | 1862 р.               | вул.Січневого повстання, 21     |
| Фонтан біля будинку намісника                                             | п.20 ст.              | вул.Січневого повстання, 21     |
| Фонтан біля корпусу друкарні                                              | п.20 ст.              | вул.Січневого повстання, 21     |
| Фонтан біля Ковнірівського корпусу                                        | п.20 ст.              | вул.Січневого повстання, 21     |
| Водосвятний ківорій на Дальніх печерах                                    | 1897 р.               | вул.Січневого повстання, 25     |
| Склеп князів Васильчикових (мур.)                                         | XIX ст.               | вул.Січневого повстання, 25     |
| Будинок намісника (корпус №1) (мур.)                                      | 1731-1882 рр.         | вул. Січневого повстання, 25    |
| Трапезна палата з церквою Св.Антонія і Феодосія (мур.)                    | 1893-1895 рр.         | вул. Січневого повстання, 25    |
| Кухня трапезної (мур.)                                                    | 1746-1751 рр.         | вул. Січневого повстання, 25    |
| Будинок пачальника Ближніх печер (корпус №42) (мур.)                      | к.XVIII ст.           | вул. Січневого повстання, 25    |
| Келії на Ближніх печерах (корпус №48) (мур.)                              | 1839 р.               | вул. Січневого повстання, 25    |
| Будинок начальника Дальніх печер (корпус №49) (мур.)                      | 1810 р.               | вул. Січневого повстання, 25    |
| Готель для прочан (корпус№56) (мур.)                                      | 1851 р.               | вул. Січневого повстання, 25    |
| Галерея на Ближніх печерах (мур.)                                         | 1819-1828 рр.         | вул. Січневого повстання, 25    |
| Ближні печери з церквами Св.Антонія, Св.Варлаама і Введенською            | 11 ст.                | вул. Січневого повстання, 25    |
| Галерея на Дальніх печерах (мур.)                                         | 1816-1869 рр.         | вул. Січневого повстання, 25    |
| Дальні печери з церквами Різдва Богородиці, Св.Феодосія і Благовіщенською | 11 ст.                | вул. Січневого повстання, 25    |
| Благовіщенська домова церква (мур)                                        | 1905р.                | вул. Січневого повстання, 21    |
| Братський корпус на Ближніх печерах (корпус №44) (мур.)                   | к.XVIII-п.XIXст.      | вул. Січневого повстання, 25    |
| Братський корпус на Дальніх печерах (корпус №50) (мур.)                   | п.п. XIX ст.          | вул. Січневого повстання, 25    |
| Келії гостиного двору (корпус №55) (мур.)                                 | 1829-1830 рр.         | вул. Січневого повстання, 25    |
| Бібліотека Флавіана (корпус №5) (мур.)                                    | 1909 р.               | вул. Січневого повстання, 21    |
| Келії півчих митрополичого хору (корпус №6) (мур.)                        | 1904 р.               | вул. Січневого повстання, 21    |
| Брама господарського двору (корпус №82а) (мур.)                           | д.п. XIX ст.          | вул. Січневого повстання, 21    |
| Словолитня (корпус №10) (мур.)                                            | 1863 р.               | вул. Січневого повстання, 21    |
| Брама друкарні (корпус №10а) (мур.)                                       | 1863 р.               | вул. Січневого повстання, 21    |
| Просфорня (корпус №11) (мур.)                                             | 1913 р.               | вул. Січневого повстання, 21    |
| Майстерня (корпус 11б) (мур.)                                             | п. 20 ст.             | вул. Січневого повстання, 21    |
| Складальня (корпус №14) (мур.)                                            | 1898 р.               | вул. Січневого повстання, 21    |
| Палітурня (корпус №15) (мур.)                                             | 1904 р.               | вул. Січневого повстання, 21    |
| Готель (корпус №19) (мур.)                                                | 1908 р.               | вул. Січневого повстання, 21    |
| Ремісничі келії (корпус №21) (мур.)                                       | XVII-XVIII ст.        | вул. Січневого повстання, 21    |
| Келії (корпус №21а) (мур.)                                                | XVIII ст.             | вул. Січневого повстання, 21    |
| Флігель клірошанського корпусу (корпус №22)(мур.)                         | XVIII ст.             | вул.Січневого повстання, 21     |
| Столярня (корпус №23) (мур.)                                              | 1902 р.               | вул.Січневого повстання, 21     |
| Аптека (корпус №24) (мур.)                                                | 1903 р.               | вул.Січневого повстання, 21     |
| Лікарня (корпус №25) (мур.)                                               | 1842 р.               | вул.Січневого повстання, 21     |
| Книгарня (корпус №28) (мур.)                                              | XIX ст.               | вул.Січневого повстання, 21     |
| Оглядовий майданчик (корпус №29а) (мур.)                                  | д.п. XIX ст.          | вул.Січневого повстання, 21     |
| Іконописна школа та майстерня (корпус №30) (мур.)                         | 1883 р.               | вул.Січневого повстання, 21     |
| Підпірна стіна Верхньої Лаври (мур.)                                      | сер. XVIII ст.        | вул.Січневого повстання, 21     |
| Фотографія (корпус №31) (мур.)                                            | 1871 р.               | вул.Січневого повстання, 25     |
| Вхід у галерею Ближніх печер (корпус № 32 а) (мур.)                       | XIX ст.               | вул.Січневого повстання, 25     |
| Братська лазня (корпус №34) (мур.)                                        | 1888 р.               | вул.Січневого повстання, 25     |
| Іконна крамниця (корпус №35) (мур.)                                       | 1903 р.               | вул.Січневого повстання, 25     |
| Іконна і книжкова крамниця (корпус №39) (мур.)                            | 1906 р.               | вул.Січневого повстання, 25     |
| Вхід до Ближніх печер (корпус №41) (мур.)                                 | 1818 р.               | вул.Січневого повстання, 25     |
| Братські келії (корпус №43) (мур.)                                        | 1899 р.               | вул.Січневого повстання, 25     |
| Огорожа монастирського саду (мур.)                                        | XIX ст.               | вул.Січневого повстання, 25     |
| Братські келії на Ближніх печерах (корпус №45) (мур.)                     | д.п.19 ст.            | вул.Січневого повстання, 25     |
| Братські келії (корпус № 46) (мур.)                                       | XIX ст.               | вул.Січневого повстання, 25     |
| Сторожка на Ближніх печерах (корпус №46 а)(мур.)                          | сер. XIX ст.          | вул.Січневого повстання, 25     |
| Каплиця над артезіанською свердловиною(корпус №47) (мур.)                 | п.20 ст.              | вул.Січневого повстання, 25     |
| Схимницький корпус на Дальніх печерах (корпус №51) (мур.)                 | 1896 р.               | вул.Січневого повстання, 25     |
| Братські келії на Дальніх Печерах (корпус №52) (мур.)                     | д.п. XIX ст.          | вул.Січневого повстання, 25     |
| Братські келії на Дальніх печерах (корпус №53) (мур.)                     | 1899 р.               | вул.Січневого повстання, 25     |
| Гостиний корпус та контора (корпус №54) (мур.)                            | 1870 р.               | вул.Січневого повстання, 25     |
| Келії гостиного двору (корпус №57)(мур.)                                  | XIX ст.               | вул.Січневого повстання, 25     |
| Копії гостиного двору (корпус №58)(мур.)                                  | XIX ст.               | вул.Січневого повстання, 25     |
| Господарський флігель (корпус №60)(мур.)                                  | 1885 р.               | вул.Січневого повстання, 25     |
| Келії Гостиного двору (корпус №63)(мур.)                                  | XIX ст.               | вул.Січневого повстання, 25     |
| Свічкарня (корпус №64) (мур.)                                             | 1874 р.               | вул.Січневого повстання, 25     |
| Брама на Ближніх печерах (корпус №64 б) (мур.)                            | XIX ст.               | вул.Січневого повстання, 25     |
| Києво-Печерська лавра (мур)                                               | 11-XIX ст.            | вул. Січневого повстання, 21,25 |
| Успенський собор (мур)                                                    | 1073 р.               | вул. Січневого повстання, 21    |
| Дзвіниця Успенського собору (мур)                                         | 1731-1745 рр.         | вул. Січневого повстання, 21    |
| Троїцька надбрамна церква (мур)                                           | 1106 р.               | вул. Січневого повстання, 21    |
| Келії соборних старців (корпус №3) (мур.)                                 | 1720 р.               | вул. Січневого повстання, 21    |
| Келії соборних старців (корпус №4) (мур.)                                 | 16-XVIII ст.          | вул. Січневого повстання, 21    |
| Ковнірівський корпус (№12) (мур)                                          | XVII-XVIII ст.        | вул. Січневого повстання, 21    |
| Корпус клірошан (№20) (мур)                                               | 1720-1740 рр.         | вул. Січневого повстання, 21    |
| Економічний корпус (№ 7) (мур.)                                           | 1720 р.               | вул. Січневого повстання, 21    |
| Друкарня (корпуси №8-9) (мур.)                                            | 1720-1828 рр.         | вул. Січневого повстання, 21    |
| Палітурня (корпуси № 13) (мур.)                                           | 1757-1770 рр.         | вул. Січневого повстання, 21    |
| Микільська шпитальна церква (корпус № 25) (мур.)                          | к. XVII-XVIII ст.     | вул. Січневого повстання, 21    |
| Церква Всіх Святих над економічною брамою (мур.)                          | 1696 р.               | вул. Січневого повстання, 21    |
| Будинок митрополита (корпус № 2) (мур.)                                   | 1727 р.               | вул. Січневого повстання, 21    |
| Монастирські мури                                                         | 1698-1701 рр.         | вул. Січневого повстання, 21    |
| Онуфріївська башта (Палатна) (мур.)                                       | 1698 р.               | вул. Січневого повстання, 21    |
| Башта Івана Кушника (мур.)                                                | 1698 р.               | вул. Січневого повстання, 21    |
| Малярна башта (Північна) (мур.)                                           | 1698 р.               | вул. Січневого повстання, 21    |
| Південна башта (мур.)                                                     | 1698 р.               | вул. Січневого повстання, 21    |
| Здвиженська церква на Ближніх печерах (мур.)                              | 1700 р.               | вул. Січневого повстання, 25    |
| Дзвіниця на Ближніх печерах (мур.)                                        | 1759-1762 рр.         | вул. Січневого повстання, 25    |
| Церква Різдва Богородиці на Дальніх печерах (мур.)                        | 1696 р.               | вул. Січневого повстання, 25    |
| Галерея біля церкви Різдва Богородиці (мур.)                              | 1744 р.               | вул. Січневого повстання, 25    |
| Дзвіниця на Дальніх печерах (мур.)                                        | 1754-1761 рр.         | вул. Січневого повстання, 25    |
| Ганнозачатіївська церква на Дальніх печерах (мур.)                        | 1679-1811 рр.         | вул. Січневого повстання, 25    |

## Частина 4
| Київська фортеця (мур.) :                                  | XVIII - XIX ст.       | Печерський район             |
| Земляні укріплення цитаделі з бастіонами                   | 1706 - 1720 рр.       | Печерський район             |
| Васильківська равелінна брама фортеці (мур.)               | 1755 р.               | пров. Цитадельний, 14        |
| Московська верхня брама фортеці (мур.)                     | XVIII ст.             | вул.Січневого повстання, 25  |
| Московська брама (нижня)(мур.)                             | XVIII ст.             | вул. Новонаводницька         |
| Пороховий погріб(мур.)                                     | 1751 р.               | вул. Січневого повстання, 25 |
| Вали й рови Васильківського укріплення вул. Перспективна   | 1831 - 1839 рр.       | вул.Чигоріна                 |
| Башта №3 Васильківського укріплення (Прозорівська) (мур.)  | 1836 - 1839 рр.       | вул. Євгена Коновальця, 34   |
| Башта №1 Васильківського Укріплення (Редюїт) (мур.)        | 1831 - 1837 рр.       | вул. Євгена Коновальця, 38   |
| Башта №2 Васильківського укріплення (мур.)                 | 1833 - 1844 рр.       | вул. Євгена Коновальця, 44   |
| Вали і рови Госпітального укріплення (мур.)                | 1842 - 1849 рр.       | вул. Госпітальна, 18         |
| Північна напівбашта Госпітального укріплення (мур.)        | 1839 - 1842 рр.       | вул. Госпітальна, 16         |
| Північна брама з капоніром Госпітального укріплення (мур.) | 1843 - 1844 рр.       | вул. Госпітальна, 18         |
| Військовий госпіталь з лазнею (мур.)                       | 1836 - 1844 рр.       | вул. Госпітальна, 18         |
| Косий капонір Госпітального укріплення (мур.)              | 1844 - 1846 рр.       | вул. Госпітальна, 24 а       |
| Капонір 1-го полігону Госпітального укріплення (мур.)      | 1843 - 1844 рр.       | пров. Лабораторний           |
| Капонір 2-го полігону Госпітального укріплення (мур.)      | 1843 - 1844 рр.       | вул. Госпітальна, 24 а       |
| Капонір 3-го полігону Госпітального укріплення (мур.)      | 1844 р.               | вул. Госпітальна, 18         |
| Виробничі майстерні (мур.)                                 | 1850 - 1854 рр.       | вул, Московська 2            |
| Башта №6 (мур.)                                            | 1846 - 1851 рр.       | вул, Московська, 8           |
| Казарми жандармського полку (мур.)                         | 1844 - 1847 рр.       | вул, Мрсковська, 22          |
| Казарми військових кантоністів (мур.)                      | 1835 - 1839 рр.       | вул, Мрсковська, 45          |
| Башта №4 (мур.)                                            | 1833 - 1839 рр.       | вул. Старонаводницька, 2     |
| Верхня напівкругла підпірна стіна (мур.)                   | 1853 - 1855 рр.       | Паркова дорога, 2            |
| Нижня напівкругла підпірна стіна (мур.)                    | 1856 р.               | Паркова дорога               |
| Башта №5 (мур.)                                            | 1833 - 1846 рр.       | Печерський спуск, 16         |
| Миколаївська брама з казармою на Пересипі (мур.)           | 1846 - 1850 рр.       | вул. Січневого повстання,1   |
| Михайлівський Золотоверхий монастир (мур.) :               | 11 - 20 ст.           | вул. Трьохсвятительська, 6   |
| Михайлівський собор (мур.)                                 | 11 - 20 ст.           | вул. Трьохсвятительська, 6   |
| Національний заповідник "Софія Київська"(мур)              | 11-XIXст.             | вул. Володимирська, 24       |
| Собор Св. Софії (мур)                                      | 1037р.                | вул. Володимирська, 24       |
| Дзвіниця (мур)                                             | 1698-1748р            | вул. Володимирська, 24       |
| Будинок митрополита (мур.)                                 | 1722-1730рр.          | вул. Володимирська, 24       |
| Трапезна церква (мур)                                      | 1722р.                | вул. Володимирська, 24       |
| Бурса (мур)                                                | 1763-1767рр.          | вул. Володимирська, 24       |
| Брама Заборовського (мур)                                  | 1746р.                | пров. Георгіївський          |
| Південна вїздна башта (мур)                                | к.17-XVIII ст.        | вул. Володимирська, 24       |
| Братський корпус                                           | 1750-1760 рр.         | вул. Володимирська, 24       |
| Мури                                                       | XVIII-XIX ст.         | вул. Володимирська, 24       |
| Консисторія (мур)                                          | 1722-1730 рр. XIX ст. | вул. Володимирська, 24       |
| Пристінні келії (мур)                                      | п.п.XIX ст.           | вул. Володимирська, 24       |
| Монастирський готель (корпус №3)                           | к.XIX ст.             | вул. Володимирська, 24       |

## Джерело
- https://web.archive.org/web/20090123164518/http://ukraina.tourua.com/buildings.html?obls=10&regs=1